# Juan Magán
Juan Manuel Magán González, conosciuto semplicemente come Juan Magán e noto anche come F.A.O. o Magán (Badalona, 30 settembre 1978), è un disc jockey, cantante, produttore discografico e mixer spagnolo.
Durante la sua carriera ha collaborato con numerosi artisti tra i quali Shakira, Pitbull, Inna, Don Omar, Paulina Rubio, Soraya e Belinda.

## Biografia

### Infanzia
Nasce a Badalona (Spagna) il 30 settembre 1978 in un quartiere popolare modesto e da una famiglia umile. Il padre lavorava all'interno di un ufficio mentre la madre faceva pulizie a domicilio. La sua infanzia non è stata particolarmente segnata dalla musica ma nonostante ciò a lui piaceva. Durante l'adolescenza, frequentando locali e discoteche si è appassionato alla musica e all'età di 16 anni ha iniziato ad utilizzare per la prima volta un sintetizzatore ed un mixer. I suoi gusti musicali erano Bob Marley, Juan Luis Guerra, i Pink Floyd, i Led Zeppelin e gli Status Quo, tutto l'opposto di quello che poi sarebbe stato il suo genere.

### Inizi
Muove i primi passi grazie ad un produttore discografico che aveva bisogno di un cantante per una cover. Poco dopo pubblica un mix del singolo Welcome to the Jungle del cantante E-Smoove il quale ottiene un grande successo. Alla fine degli anni novanta inizia così a fare il dj ed a suonare alcuni DJ set in giro per il mondo, in paesi come Barcellona, Ibiza, Madrid, Parigi, Miami, Ginevra, San Francisco, Rabat, Manila, Dubai, Lisbona, Porto, Marsiglia, Losanna, Monaco di Baviera, Milano, Città del Messico, Singapore, Panama, Cali, Quito, Bucarest, Las Vegas, Santo Domingo ed El Salvador.

### Carriera
La sua carriera ha inizio ufficialmente nel 2003. L'anno seguente passa a sperimentare la musica latina. Tutto ciò gli permette di vivere dato che grazie ai proventi della musica si compra casa e va a vivere da solo, allontanandosi dalla famiglia. Grazie alla sua conoscenza della musica latina nel 2006 contribuisce alla formazione del gruppo musicale Guajiros del Puerto che ottiene un grande successo specie in America Latina. Nel 2007 pubblica il suo primo album dal titolo Suave che contiene 12 brani tutti classificatisi all'interno della Top 100 delle vendite sul sito Beatport. L'anno seguente vince il doppio disco di platino grazie al singolo Bora Bora. Nel 2009 vince ancora il doppio platino per i singoli Summer Blue e soprattutto Mariah che ottiene un enorme successo in tutto il mondo. Nello stesso anno collabora con Marcos Rodriguez a due dei suoi album: Soft e We love asere. Nell'estate del 2011 ha ricoperto posizioni di rilievo nelle classifiche spagnole e i suoi video su YouTube hanno ottenuto milioni di visualizzazioni. Inoltre è stato anche candidato come Miglior artista house ai Beatport Awards.

## Discografia

### Album
- 2003: Logical Progression
- 2008: Juan Magan & Cesar del Rio: Rumors Midnite
- 2009: Juan Magan & Victor: A Family Affair
- 2012: King of the dance
- 2012: Juan Magan Presents: Till The World Ends
- 2013: Juan Magan Presents: Electro Latino
- 2016: 3
- 2016: Quiero Que Sepas
- 2019: Reflexión
- 2019: 4.0

### Singoli
- Suck my feat. Marcos Rodriguez
- Never Enough feat. Rivero, Majorkings & Bobby Alexander
- Te gusta
- Summer Blue
- Mariah
- Bailando Por Ahi
- No Sigue Modas
- Ella no sigue modas feat. Don Omar
- Se vuelve loca
- Mal de amores feat. Donatella
- Como el viento feat. Farruko
- Falling in Love feat Zion & Lennox
- Baila Comigo feal Luciana
- Soy Un Don
- Quiero Que Sepas
- Sígueme Bailando
- Rápido, Brusco, Violento
- Destápalo, (Con. Bouchra)
- Vuelve Conmigo, (Con. Rangel)
- Love Me, (Con. Tara McDonald, Urband5)
- Déjate Llevar, (Con. Belinda, Manuel Turizo, Snova y B-Case).
- Usted
- Echa Pa Aca
- Idiota
- Le Encanta
- Se Vive Mejor, (Con. Antonio José)
- Echa Pa Aca, (Con. Pitbull, Rich The Kid, RJ Word)
- Escondidos
- Maleanta
- Muñequita Linda, (Con. Deorro, MAKJ, YFN Lucci)
- Ni la Hora, (Con. Ana Guerra)
- Internacional, (Con. CeeLo Green, Andre' Truth)
- Si Te Atreves Feat. Don Omar
- Sobrenatural, (Feat. Álvaro Soler, Marielle Hazlo)
- Ahora Me Toca, (Feat Ana Mena, Rangel, Yago Roche)
- Lo Que Tenía, (Feat Shaira)
- Madrid X Marbella, (Feat Belinda)
- El Hipo, (Con. Danny Romero).
- Cucu, (Con. Lennis Rodriguez).
- Del Amor Al Odio, (Con. Joey Montana, Elisama).
- No Vuelvas, (Con. Naiza).
- Amigos, (Con. Mariah Angeliq, Yera).
- Dónde Estás
- Mientes, (Con. La Ross Maria).

### Collaborazioni
- Oh Baby feat. Robbie Rivera e Dero
- Un momento feat. Inna
- Give You Up feat. Soraya
- 2,0 Some Love feat. Marsal Ventura, DJ Surrender & Medussa
- Angelito sin alas feat. DCS
- Join The Party (In My Boat) feat. Leticia
- Not The One feat. Luis Lopez e Barbara Muñoz
- "Claro que si", (Feat. Mohombi, Yasiri, Hyenas)
- "Desde hace tiempo" (Feat. David Marley)
- Cuando zarpa el amor, (Con. Camela)
- Every Day All Day, (Con. Nelson Freitas)
- Y Si Te Beso, Qué?, (Avec. Borja Rubio)
- Diablo, (Con. Ilira)
- Bésame, (Con. David Bisbal)
- Solo Quiero (Somebody To Love) (From Songland), (Con. Leona Lewis, Cali Y El Dandee, Juan Magán)
- Fuera De Mi Mente, (Con. Lérica)
- Dama y vagabundo, (Con. Nyno Vargas).
- Una Canción Así (Remix), (Con. Kalimba, Akapellah).
- Salvaje, (Con. Castro Gabbana).
- Esa Carita, (Con María Isabel).
- Y Se Dio, (Con Raymix).
- Tú Me Deseas, (Con José de Rico).
- Se Prendió, (Con Nio Garcia, Casper Mágico, Snow).
- El Amor Es Una Moda, (Con Alcover, Don Omar).
- Que Me Importa a Mi, (Con. Chimbala).
- Anda Suelta, (Con. Chema Rivas).
- Tú Me Pones a Pecar, (Con. Ninel Conde).
- Oye Primo, (Con. Rosario).

### Colonne sonore
- Te Voy A Esperar feat. Belinda Peregrín

### Remix
- Ni Rosas Ni Juguetes feat. Paulina Rubio e Pitbull
- Algo De Ti feat. Paulina Rubio
- Se Me Va La Voz feat. Alejandro Fernández
- Sun Is Up feat. Inna
- Hotel Nacional feat. Gloria Estefan
- Odio Por Amor feat. Juanes
- Get High feat. Ruby
- Rabiosa feat. Shakira
- Inevitabile feat. Dulce María
- Yerbatero feat. Juanes
- Pegate Mas feat. Dyland & Lenny
- Now Or Never feat. Emilia De Poret
- Me Rio De Ti feat. Gloria Trevi
- Enamorada De Ti (Merengue Remix) feat. Selena
- No Me Digas Que No feat. Enrique Iglesias e Wisin & Yandel
- El Cielo No Entiende feat. OBK
- Ultimates Remix feat. DJ Mark Satué